# Scopocira
Scopocira es un género de arañas araneomorfas de la familia Salticidae. Se encuentra en América Latina.

## Lista de especies
Según The World Spider Catalog 12.5:::
- Scopocira atypica Mello-Leitão, 1922
- Scopocira carinata Crane, 1945
- Scopocira dentichelis Simon, 1900
- Scopocira fuscimana (Mello-Leitão, 1941)
- Scopocira histrio Simon, 1900
- Scopocira melanops (Taczanowski, 1871)
- Scopocira panamena Chamberlin & Ivie, 1936
- Scopocira tenella Simon, 1900
- Scopocira vivida (Peckham & Peckham, 1901)